# Xã Orleans, Michigan
Xã Orleans (tiếng Anh: Orleans Township) là một xã thuộc quận Ionia, tiểu bang Michigan, Hoa Kỳ. Năm 2010, dân số của xã này là 2.743 người.